# Emu Runner
Emu Runner és una pel·lícula independent australiana del 2018. Fou escrita i dirigida per Imogen Thomas, qui va escriure la pel·lícula amb el consultor de guió aborigen Frayne Barker. Thomas va coproduir la pel·lícula amb Victor Evatt.
La pel·lícula és protagonitzada per Rhae-Kye Waites, Wayne Blair, Rob Carlton, Georgia Blizzard, Maurial Spearim, Stella Carter, Mary Waites, Lindsay Waites, Letisha Boney i Rodney McHughes.

## Argument
La pel·lícula se centra al voltant de la nena Ngemba de 9 anys, Gemma "Gem" Daniels (interpretada per Rhae-Kye Waites, d'11 anys), que viu a la remota ciutat de Brewarrina de Nova Gal·les del Sud.
Després d'un viatge de pesca a la vora del riu Barwon amb la seva mare Darlene (Spearim) i la seva germana gran Valerie (Boney), Darlene s'ensorra inesperadament. Malgrat córrer a la ciutat per obtenir ajuda del seu pare Jay Jay (Blair) i el germà gran Ecker (McHughes), no hi ha gaire cosa que puguin fer.
Mentre la família es dol després de la mort de Darlene, la Gemma troba consol passant temps i vinculant-se amb un emu salvatge, el tòtem anomal.
Tot i tenir un gran potencial per ser una campiona júnior d'atletisme com a corredora, la Gemma comença a fer campana a l'escola per passar temps amb l'emú, robant menjar perquè l'emú mengi, cosa que la crida l'atenció del policia local Stan (Carlton) i la treballadora social Heidi (Blizzard) que fan les seves pròpies suposicions sobre la capacitat de Jay Jay per cuidar la seva família. El germà gran de la Gemma, Ecker, s'enfronta a problemes propis quan desenvolupa un problema d'alcohol, s'involucra en drogues i és hospitalitzat després d'haver estat agredit, la qual cosa fa que Jay Jay s'impliqui en una baralla fora de l'hotel local i l'arrestin per una baralla.
Heidi intenta allunyar la Gemma de la seva família, però després d'haver-se vist obligada a fer un desviament per un camí secundari sense asfaltar a causa d'un accident a la carretera, ella i la Gemma queden encallades després de gairebé xocar amb un emú, que danya el cotxe. Després de passar la nit juntes a la carretera deserta, la Heidi comença a entendre el comportament de la Gemma i s'adona que pertany a la seva família. L'endemà al matí, la Gemma torna a la ciutat a tota velocitat per buscar ajuda per a la Heidi.

## Producció
La producció de la pel·lícula va començar a Brewarrina el 2017.
La pel·lícula es va fer amb un pressupost molt limitat i es va basar en dues campanyes de finançament col·lectiu i un "arranjament de bona voluntat" de gran part del repartiment i de l'equip. Es van recaptar més de 40.000 dòlars a la plataforma de finançament col·lectiu Pozible amb finançament per a la finalització obtingut de Screen Australia.  El finançament addicional de postproducció consistia en subvencions de la Aboriginal Benefits Foundation i donacions individuals. Blair va treballar a la pel·lícula entre els dies de rodatge per Mystery Road.
Gran part del repartiment, inclòs Rhae-Kye Waites, eren habitants de Brewarrina que tenien poca o cap experiència d'actuació, alguns dels quals també eren membres de la família de Waites. L'àvia de Waites, Mary Waites, va interpretar l'àvia de Gemma a la pel·lícula, el seu avi Lindsay Waites va interpretar l'oncle de la Gemma i la seva cosina, Letisha Boney, va interpretar la germana de la Gemma.

## Llançament
L'estrena mundial de Emu Runner es va celebrar al Festival Internacional de Cinema de Toronto el 7 de setembre de 2018, abans de la seva estrena australiana al Festival de Cinema d'Adelaide el 14 d'octubre de 2018.
Emu Runner es va estrenar comercialment en un petit nombre de cinemes australians més d'un any després, el 7 de novembre de 2019.
La pel·lícula es va estrenar en DVD el 5 de febrer de 2020.

## Recepció
La pel·lícula va rebre crítiques majoritàriament favorables.
David Stratton va atorgar a la pel·lícula quatre estrelles a The Australian. Va descriure la pel·lícula com un "fil senzill però evocador ben explicat per Thomas i el seu repartiment" i va elogiar la fotografia de Michael Gibbs, que Stratton va dir que va resultar ser un "actiu important".
Eddie Cockrell va elogiar la pel·lícula a Variety per ser un "conte sobre el coming-of-age serè i ben detallat" i va acreditar a Thomas per la seva "meditació profunda i rica sobre la família, la comunitat, el país i les tensions racials". També va elogiar el càmera Michael Gibbs per capturar la "immensitat magistral de les planes que envolten la ciutat" amb un "efecte avorrit però bell" i els editors per combinar perfectament el metratge d'emú (que es va rodar per separat en una granja d'emús a Tooraweenah) a la pel·lícula.
Sandra Hall va premiar la pel·lícula amb tres estrelles i mitja a The Sydney Morning Herald. Va dir que tot i que hi havia poques sorpreses i "una predictibilitat una mica pesada en la forma en què es desenvolupa el desenllaç", l'espectador obté "una visió clara de la manera com els prejudicis racials poden precipitar una pressa a judici fins i tot per part dels aparentment il·luminats".
A la seva ressenya per a Seventh Row, Gillie Collins va descriure la pel·lícula com "una història edificant de solidaritat comunitària davant les dificultats personals, però carregades políticament".
Stephanie Bunbury a The Age va dir que "en una història aparentment senzilla, Thomas explora subtilment temes complexos de la família i la identitat". Bunbury va destacar Blair per elogis descrivint-lo "en el seu millor moment com a Jay Jay", però també elogiant els locals de Brewarrina que van interpretar els seus papers amb un "sentiment tremend".
En una ressenya més crítica, Sarah-Tai Black de Cinema Scope va dir que la pel·lícula "s'atura" a causa de la manca d'una "construcció direccional més forta". Black també va descriure la presència d'un "lamentable paral·lelisme" entre l'idealista blanc treballador social i el director blanc de la pel·lícula Imogen Thomas. Black també va escriure que la falla més gran de la pel·lícula va ser que "necessita més del que retorna" i va suggerir que podria haver anat millor si hagués estat dirigida per un cineasta aborigen australià.

## Premis i nominacions
La pel·lícula va guanyar el premi a la millor pel·lícula independent australiana Peer al Gold Coast Film Festival el 2019.
Va ser nominada per al People's Choice Award al Festival Internacional de Cinema de Toronto de 2018, a la millor pel·lícula d'Àsia Pacífic al Festival Internacional de Cinema de Hawaii de 2018, al premi Michel a la millor pel·lícula infantil al Festival de Cinema d'Hamburg de 2019, i pel Premi de la Crítica The Age al Festival Internacional de Cinema de Melbourne de 2019.
Emu Runner també va ser nominat al Millor pel·lícula indie als 9ns premis AACTA.